# Pra Você (álbum de Margareth Menezes)
Pra Você é o sétimo álbum de estúdio da cantora e compositora brasileira Margareth Menezes. Conta com a participação de Ivete Sangalo e Cláudio Zoli.

## Faixas
| N.º | Título                                    | Compositor(es)                                   | Duração |  |
| 1.  | "Como Tu" (com Ivete Sangalo)             | Carlos Vives e Carlos Iván Medina                | 3:20    |  |
| 2.  | "Versos de Amor"                          | Carlinhos Brown                                  | 3:41    |  |
| 3.  | "Pra Você"                                | Saul Barbosa e Pierre Onassis                    | 3:05    |  |
| 4.  | "Miragem Na Esquina"                      | Tom Duque e Esquisito                            | 3:37    |  |
| 5.  | "Contra o Tempo"                          | Vander Lee                                       | 3:10    |  |
| 6.  | "Boléia Brasil"                           | Margareth Menezes                                | 3:35    |  |
| 7.  | "Só Eu E Mais Ninguém" (com Cláudio Zoli) | Vinicius Cantuária                               | 4:26    |  |
| 8.  | "Mesmo Assim"                             | Fernanda Noronha e Jair Luz                      | 3:18    |  |
| 9.  | "Chame Ele"                               | Margareth Menezes                                | 4:01    |  |
| 10. | "Abanaê"                                  | Cloves Cruz, Alain Tavares e Gilberto Timbaleiro | 5:28    |  |